# Tichý společník (novela)
Tichý společník (2008) je novela režiséra a scenáristy Pavla Göbla, jeho literární debut. Vypravuje jeden týden v životě jedné moravské vesnice. Fotka Krajina s automobilem Škoda 100 na obálce je dílem Jana Horáčka. Podle novely vznikl v roce 2020 stejnojmenný film, který si napsal a natočil autor Pavel Göbl.

## Děj
Kniha rozdělená do pěti kapitol (První, Druhý, Třetí, Čtvrtý a Sedmý den) popisuje jeden týden v životě nejmenované moravské vesnice. Hlavními postavami jsou Lenka, která se po rozvodu přistěhovala zpět z Prahy ke svému Otci a téměř nevychází z domu, Otec se svým bývalým zetěm plánuje ponořit se na dno nedaleké přehrady, kde ještě stojí zaplavená vesnice a v ní jeho rodný dům, a Mira Malina, obecní blázen, který však před tím, než začal hodně pít, úspěšně studoval. U vesnice probíhá stavba nové dálnice, kvůli které je jednak potřeba zbourat dům Fandy a jeho sestry Mařeny a jednak není možné zvětšit vesnický hřbitov. Mira Malina, který s kamarádem Fandou čas od času pracuje jako hrobník a přespává v márnici navrhne pohřbívání ve vertikální poloze a na obecním úřadě se kvůli tomu vedou boje mezi starostou a zastupiteli. V příběhu mají prostor i další postavy, např. Petra Křenková a její dcera Helenka, další vesničané či agroturisté z Prahy, které na svých pozemcích hostí Lenčin Otec. Ke konci knihy ale Otec zemře, když si cestou od přehrady nestihne vzít lék a krátce poté podlehne svým zraněním i Mira, na kterého spadl strom při příležitostné práci v lese. Ten má poslední přání být pohřben vertikálně, jeho pohřeb se tak změní v mírnou frašku. Lenka se seznámí s Fandou a plánují odejít pryč z vesnice.

## Styl
Kapitoly jsou dělené na jednotlivé krátké obrazy, styl vyprávění je do určité míry "filmový". Postavy z vesnice mluví zásadně nářečím a jsou životné.

## Ocenění
- Magnesia Litera pro objev roku

## Recenze
- Marta Ljubková: Sítě a šipky, Respekt 5. ledna 2009
- Anna Vondřichová: Nekaž ně historku pravdú, A2 9/2009, 29. dubna 2009: s. 8

## Nakladatelské údaje
- Pavel Göbl: Tichý společník, Dauphin, edice Česká slova, Praha–Podlesí 2008 ISBN 978-80-7272-151-1. Náklad 800 kusů.